# 소라 (기업)
소라(일본어: ソラ, 영어: Sora Ltd.)는 일본의 비디오 게임 개발 회사이다. HAL 연구소의 전 직원이었던 사쿠라이 마사히로가 설립했다.

## 작품
- 별의 커비 (비디오 게임)
- 별의 커비 꿈의 샘 이야기
- 별의 커비 슈퍼디럭스
- 닌텐도 올스타! 대난투 스매시브라더스
- 별의 커비 64
- 대난투 스매시브라더스 DX
- 별의 커비 꿈의 샘 이야기
- 커비의 에어라이드
- 대난투 스매시브라더스 X
- 키드 이카루스: 업라이징
- 슈퍼 스매시브라더스 for 닌텐도 3DS/Wii U
- 슈퍼 스매시브라더스 얼티밋